# Atentado del Aeropuerto Internacional Atatürk

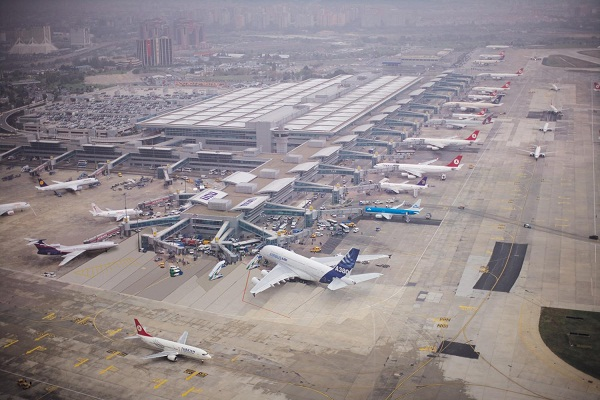
Vista general del Aeropuerto Internacional Atatürk en Estambul, Turquía.

El atentado del Aeropuerto Internacional Atatürk tuvo lugar el 28 de junio de 2016 en este aeropuerto de la ciudad de Estambul (Turquía) y dejó al menos 44 fallecidos y 239 heridos. Ocurrió 21 días después de los atentados de 7 de junio de 2016.
Algunos informes indican que las explosiones ocurrieron en diferentes partes del aeropuerto. Se produjo un tiroteo en el aparcamiento del aeropuerto y dos explosiones en la Terminal de Llegadas Internacionales y parecen haber sido causadas por suicidas, cuando dos personas se hicieron explotar antes de pasar por los escáneres de rayos X del control de seguridad, y después de que la policía les disparara para intentar neutralizarlos.
Cuatro personas armadas fueron vistas yéndose del lugar de los hechos después de las explosiones. Este sería el último acto de una larga serie de acciones armadas con las que tanto los yihadistas del Estado Islámico (ISIS, en sus siglas en inglés) como los nacionalistas kurdos de varios grupos armados han provocado más de 250 muertos durante el último año en el país. Turquía, uno de los más importantes miembros de la OTAN, ha pasado de ser un oasis de paz en medio del caos de Oriente Próximo a sucumbir a las tensiones que azotan la zona.
El jueves 30 de junio, la policía turca detuvo a 13 personas, entre ellas cuatro extranjeros, en Estambul en relación con el atentado suicida y por presunta pertenencia al grupo terrorista Estado Islámico. Otros 9 presuntos terroristas del EI fueron detenidos el mismo día en la provincia de Esmirna.

## Contexto
Estambul ya había sido afectado por tres ataques terroristas en enero, marzo y el más próximo, el atentado de 7 de junio de 2016 (este último con 12 víctimas mortales), los tres realizados por el Estado Islámico en Irak y el Levante (ISIL). Tras estos ataques, Turquía se encuentra en estado de alerta por amenaza terrorista. Estambul ha sido escenario este año de dos atentados suicidas atribuidos al yihadista Estado Islámico en lugares turísticos, dando como resultado una quincena de muertos. En Ankara se han sufrido dos atentados, en febrero y en marzo de 2016, que dieron lugar al asesinato de docenas de personas. Estos hechos fueron reclamados por los Halcones de Libertad del Kurdistán (TAK), descritos como "un grupo de radicales y forajidos del Partido de los Trabajadores de Kurdistán (PKK)".

## Víctimas
En total, en los atentados han fallecido 44 personas, 41 civiles y tres de los terroristas y otras 239 resultaron heridas.
| País             | Fallecidos | Heridos | Ref.   |
| ---------------- | ---------- | ------- | ------ |
| Turquía          | 28         |         | [ 13 ] |
| Arabia Saudita   | 6          | 27      | [ 13 ] |
| Irak             | 2          |         | [ 13 ] |
| Irán             | 1          | 5       | [ 13 ] |
| Túnez            | 1          | 1       | [ 14 ] |
| China            | 1          |         | [ 13 ] |
| Jordania         | 1          |         | [ 13 ] |
| Ucrania          | 1          |         | [ 13 ] |
| Uzbekistán       | 1          |         | [ 13 ] |
| No identificados | 3          | 206     | [ 13 ] |
| Total            | 45         | 239     | [ 13 ] |

## Reacciones

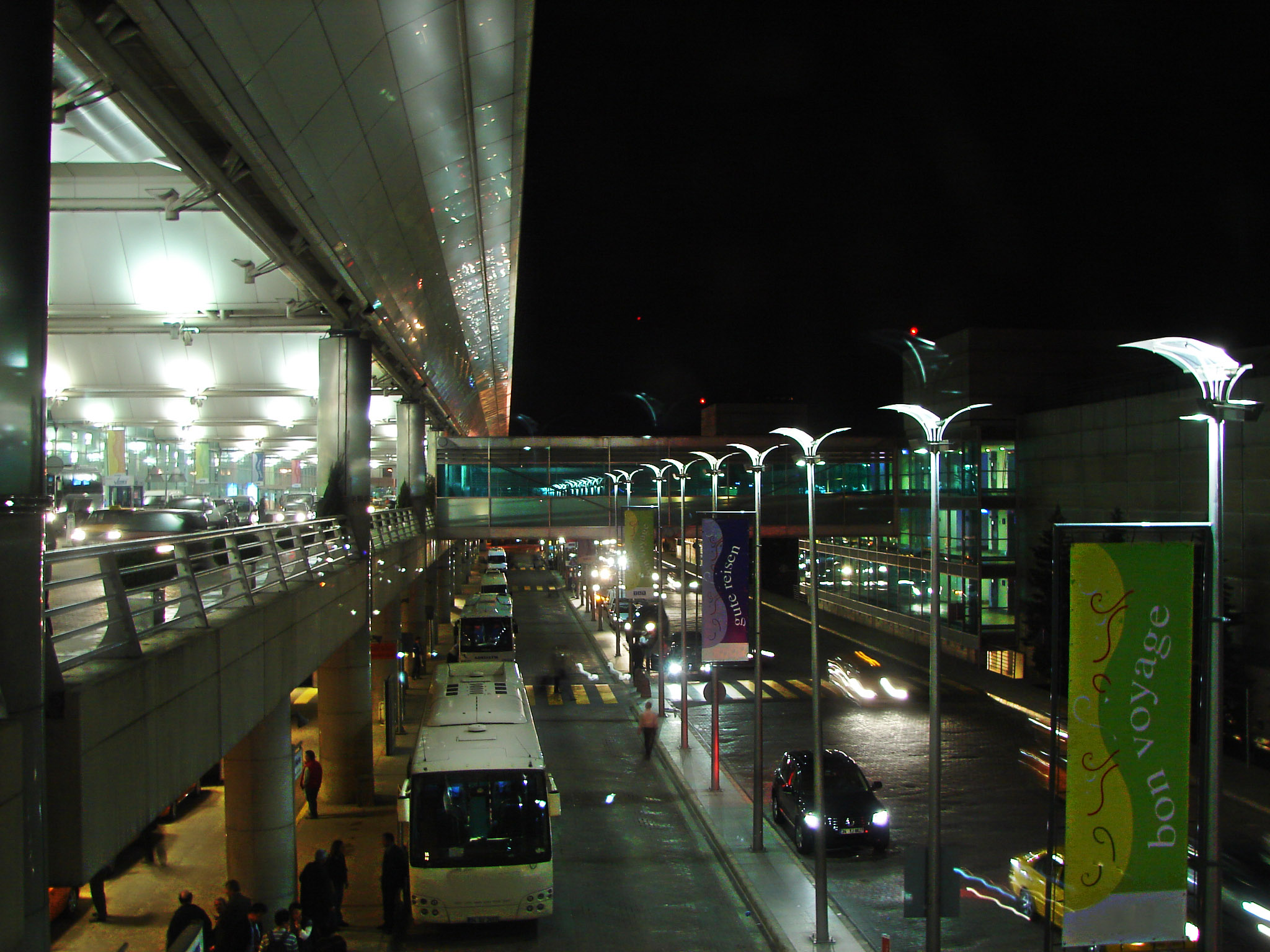
Terminal 2 —derecha—, camino de acceso —en el centro— y aparcamiento —izquierda— donde los ataques se llevaron a cabo.

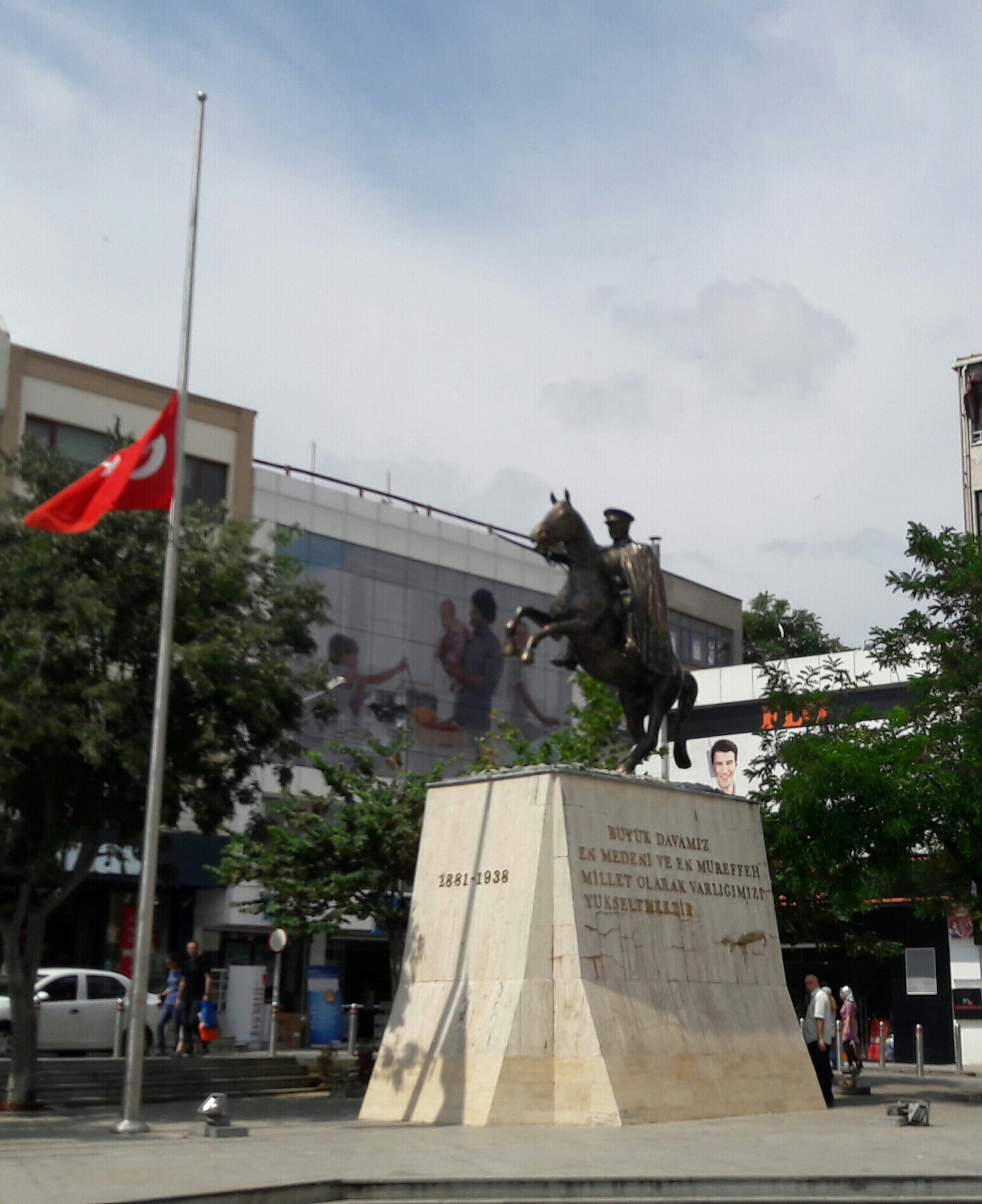
Tras el ataque, Turquía declaró un día de luto nacional.

### Turquía
El Gobierno convocó inmediatamente una reunión de crisis con la participación de los titulares de carteras implicados en la seguridad y la lucha antiterrorista. Además, se ha ordenado el cierre de todos los accesos a la terminal, aunque en un principio los vuelos con destino a Estambul continuaron aterrizando en el aeropuerto.
A excepción de un vuelo de British Airways, con destino a Estambul, que tuvo que volver a Londres.

### Argentina
El presidente de Argentina, Mauricio Macri, expresó sus condolencias a los familiares de las víctimas apoyando al pueblo turco y condenó los atentados.

### Bélgica
El primer ministro de Bélgica, Charles Michel, afirmó que sus pensamientos se encontraban con las víctimas y condenó los actos, que tachó de atroces.

### Chile
El ministro de Relaciones Exteriores, Heraldo Muñoz, expresó sus condolencias al gobierno y al pueblo turco, demostrando su más enérgica condena al ataque terrorista perpetrado en el Aeropuerto de Atatürk, argumentando que "Chile condena toda forma de terrorismo y desea en esta oportunidad reafirmar su solidaridad con las víctimas y sus familias ante este nuevo y reprobable acto de violencia".

### Ciudad del Vaticano
El papa Francisco expresó su solidaridad con el pueblo turco por medio de este mensaje:
"Ayer por la noche, en Estambul, se llevó a cabo un atroz ataque terrorista que ha matado y herido a muchas personas. Recemos por las víctimas, por los familiares y por el querido pueblo turco".

### España
El presidente del Gobierno —en funciones en la fecha del atentado— Mariano Rajoy condenó el atentado y sentenció que la barbarie no se impondría permaneciendo unidos.

### Estados Unidos
El presidente Barack Obama ofreció el total apoyo de Estados Unidos a Turquía y expresó su pésame en nombre del país.

### Francia
El 29 de junio, un día después del atentado, la Torre Eiffel, en París, se iluminó con los colores de la enseña de Turquía en homenajes a los damnificados por el atentado. El vicealcalde de la capital, Bruno Julliard, quiso recordar el apoyo incondicional que rindió el pueblo turco tras los atentados de París de noviembre de 2015.

### Lituania
La presidenta de Lituania, Dalia Grybauskaitė, consideró los ataques como despreciables y se mostró apoyando a la población turca.

### Panamá
El Gobierno de Panamá, a través del Ministerio de Relaciones Exteriores, envió condolencias a la República de Turquía tras el atentado ocurrido en el aeropuerto de Atatürk, Estambul. A su vez, Panamá activó, a través de la embajada y el consulado, el Centro de Coordinación de Información (CECODI) para mantener el contacto con los panameños residentes o en tránsito en Turquía.

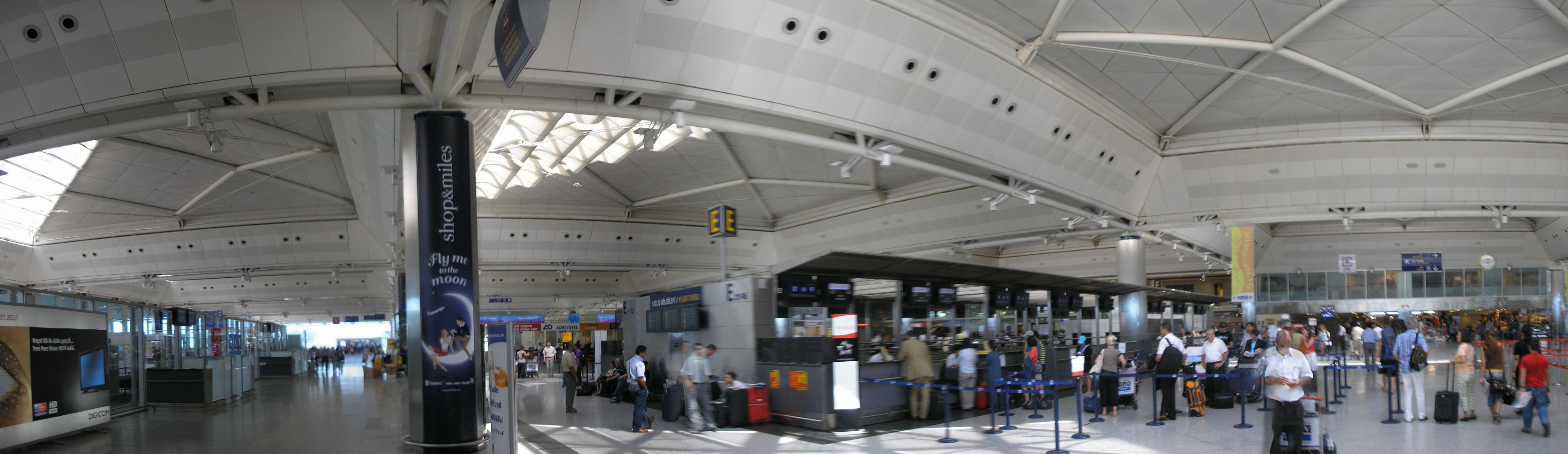
Vista interior de la zona central de entrada del Aeropuerto Internacional Atatürk